# 指標生物
指標生物（しひょうせいぶつ、indicator species、index species）とは、様々な環境条件を調べる際に、そこに生息する生物のうち、ある条件に敏感な生物を用いて調べる場合の、その生物を指していう言葉である。この方法の事を生物指標と言う。特に、河川の汚濁を調べる際の水生昆虫を中心とする淡水動物の例が有名である。

## 概説
一般に自然環境の状態やあるいは環境汚染の程度などを調べる際には、その場における様々な条件を取り上げて個々に測定する。たとえば温度や湿度、化学成分やその組成、特定成分の濃度、酸素濃度、あるいは明るさなど様々な条件があるから、その中から必要と思われるものを取り上げ、数値として記録するのが普通である。しかし、そのようなことを行う代わりに、ある決まった生物や生物群を選び、それらの状況を見ることで環境条件を判断する場合がある。これが生物指標である。それに用いられる生物のことを指標生物という。
これに用いられる生物は、あらかじめその生態的な性質がある程度以上知られていなければならない。動物なら指標動物という場合もある。植物を利用した指標生物を指標植物というが、固着生物である植物は動物よりも環境条件に左右されやすいため指標として用いられやすい面もある。ただし、移動できないだけに環境の変化に耐性を持つ種も多く、種の選択には注意が必要である。

### その意味
指標生物は、ある決まった環境条件に敏感に反応し、その差によって異なった状況を見せるものである。そこで、その状況を見ることで、そこからその環境条件を推察することができる。しかし、そうであればむしろ直接に環境条件を測定すればいいのではないかとの考えもある。実際に、数字としてそれを得るのが目的であればその方が正しい。にもかかわらず、生物指標が有効であるのは以下のような理由による。
- 数値測定より簡単である。厳密な測定にはそれぞれに特殊な機器が必要であり、それなりに金と技術と時間がかかるが、生物指標にはそれがあまりかからない。後に述べる水生動物の例では、小学生でも測定可能である。その点でいえば、微生物などを指標とするのは有効ではないことになる。

- 時間的空間的変動を越えた結果が出せる。個々の環境条件を数値として取り出す場合、それらが時間的に変動する可能性、調査点の違いによる差を考慮に入れなければならない。生物であれば、その地域のある程度の範囲と、一定期間がその生存に必要なので、そのような変動がその生存に直接影響する。例えば工場が有害な廃液を川に流しているとする。それをいつでも排出しているならば排水の水質調査で判断できるが、一時的に濃度の濃いものがまとめて放出されると測定値からそれを知るのは難しくなる。しかし、生物はその一度の放出で大きな影響を受けるから、その結果は川の生物相の変化として記録されるだろう。

- 未知の条件も視野に含めることができる。物理化学的な計測は、その対象が明確でなければ測定できない。未知の条件が環境悪化を引き起こしている場合、それが何かを特定するのはなかなか難しい。しかし、生物を見れば、それが何かはわからなくても環境悪化の事実を知ることができる。

- 複数の条件の総合的影響を見られる。生物に影響を与える原因はひとつではないし、それらが相乗効果を示す場合もあるから、測定値だけで生物への影響を判断できない場合がある。

結局のところ環境を調べる場合、多くは生物や人間への影響を考えるためであるから、直接に生物にどんな影響が出たのかを見ることが早道だということである。

### 問題点
もちろん問題点もある。
- 厳密さを欠くこと。
- 期待する条件以外の条件が影響を与える場合もあること。
- 特に普遍的でない条件による影響がある場合、誤った判断が出易いこと。
- 季節などに影響を受けること。

実際には測定機器による数値的な調査を併用するのが望ましいし、普通はそのように行われる。

## 使われ方
厳密なものでは、それなりに数値化する方法を持ち、その数値によって様々な判断を行う場合がある。「○○係数」等という名を持つ例もある。
対象とする生物の変化にも様々なものがある。単一種の場合ならその数や各個体の成長速度の違い、あるいはそれが存在するかどうかが問題になる場合もある。複数生物の場合、たとえばその地点のある生物群の種組成や数などを見る例もある。
より大まかなものでは、何となく目安に使える、と言う程度のものもある。普通は指標生物と言えば上の例であるが、下の使われ方にも適用される場合もある。

## 指標生物の例
指標生物の例について、対象となる環境毎に説明する。

### 河川の水質
河川においては、昆虫や貝類を中心とする水生動物相が、富栄養化などによって大きく変わることはよく知られており、それが水質汚濁の良い指標として利用される。古くは、20世紀初頭にコルクヴィッツやマールソンが指標化の方法を開発している。これは、あらかじめ様々な汚濁の段階の水域の特徴である指標生物を選んでおき、採集された動物相の中の優占種がどこに属するかによって判断するものであった。
数値化の方法として有名なのがベックによる方法である。彼は河川の生息する動物の代表的なものを選び、それを水質汚濁に耐性のない種(intolenant species)と耐性のある種(tolenant species)に分けた。そして、ある地点で河川の水生動物調査を行って得られた動物のうち、それぞれの種数を前者をA、後者をBとしたとき、2A+Bの値をもって生物指数(biotic index)と呼んだ。この生物指数が大きい方が清冽で、小さい方が汚濁が進んでいると判断される。これをベック法と言い、その後の生物による水質判定の基礎となった。日本では津田がこれに若干の手を加えたベック・ツダ法がよく使われている。ベック・ツダ法では、採集法として50cm四方のコドラート法による採集と、周辺でのランダムな採集を行い、これにより発見された種類について上記のような計算をおこなうものである。
河川における生物指標としては、この他に分類群ごとの個体数を勘案するパントル・バック法もある。この方法では、生物を汚濁への耐性で四段階に分け、それぞれに数値を与えて累積し、それを出現個体数で割る、といった操作が行われる。
現在では、環境省がこれをさらに簡略化し、分類群の区別も大まかながらわかりやすくしたものがある。この方法は、さほど厳密な同定をせずとも利用可能なため、小中学校の実習等にもよく利用されている。
カワゲラウォッチングも参照。

#### 具体例
環境省水・大気環境局と国土交通省河川局による子供向けの調査手引き書『川の生きものをしらべよう』(発行;日本水環境学会・2006）で指標種としてあげられているものを記す。
- きれいな水の指標生物：アミカ・ウズムシ・カワゲラ・サワガニ・ナガレトビケラ・ヒラタカゲロウ・ブユ・ヘビトンボ・ヤマトビケラ
- 少し汚い水の指標生物：イシマキガイ・オオシマトビケラ・カワニナ・ゲンジボタル・コオニヤンマ・コガタシマトビケラ・スジエビ・ヒラタドロムシ・ヤマトシジミ
- きたない水の指標生物：イソコツブムシ・タイコウチ・タニシ・ニホンドロソコエビ・ヒル・ミズカマキリ・ミズムシ
- 大変汚い水の指標生物：アメリカザリガニ・エラミミズ・サカマキガイ・セスジユスリカ・チョウバエ

判断方法として、この冊子は2通りの調査用紙を示している。1つは一つの調査地点について上記各種類の個体数を記入するもの。もう1つはそれに基づいて、各階級の種類ごとに、出現種に○、優占種(3種まで)に●をつけ、階級ごとに○の数を数え、●はダブルカウントする。その結果の階級ごとの得点で最も大きかった階級にその調査地点の水質が当てはまるとする。

### 河川の安定性
河川の中流域以上では、ヒゲナガカワトビケラやシマトビケラなど、河床の転石や岩の間に網を張って生活する造網性のトビケラの量が多い。これらは、岩の表面やすき間に巣を作り、そこに糸で網を張って流下してくる微粒子等を集めて食べる。もしも川底の石ころが激しく転がるようなことがあれば、それらの巣は壊れ、彼らの生存が脅かされる。つまり、彼らの数が多いのは川底が安定している証拠と考えることができる。
これを数値化したのが造網係数（造網型係数）で、ある地点で採集された底性動物の総重量のうち、上記に類する昆虫の総量の占める割合で表される。この値が大きい方が川底が安定している、言い換えれば川の水量の変動が小さいことを意味すると考えられる。

### 湖沼
止水域では、酸素の取り入れはほぼ水面からに限られ、その消費は汚濁の程度で大きく異なる。したがって、酸素溶存量は生物への影響が大きいと同時に、汚濁の程度を示す重要な条件である。生息する動物の種は、溶存酸素量によって大きく変わることが知られている。特に湖底の泥に生息する動物がその指標となる。
汚濁が少なく、年間を通じて水底まで酸素が存在する場合、若干のイトミミズや赤くないユスリカ類が生息する。より汚濁が進むと、夏期に底の部分で酸素不足の条件が表れる。このような湖沼ではオオユスリカが優占するようになる。さらに汚濁が進むと、湖底にある期間の無酸素状態が続くようになる。そうなると、ここに生息するのはフサカである。この種は、体内に空気をためる袋を持つため、酸素がない状態でも生存可能だとのこと。

### 水界一般
大まかに言うと、富栄養化は水中での微生物の分解活動を活発にし、結果的には貧酸素の条件を生じる。これに対する動物の適応として、赤い血を持って体内に酸素を抱え込むことが広くみられる。たとえば河川や湖沼に広く分布するユスリカ類では、流水の種は半透明であるのに対して、富栄養の条件で生息する種はアカムシと呼ばれるように赤い。同様の条件では、イトミミズやヒルなど、海ではゴカイやアカガイ等、やはり赤い動物が生息する。そう言った動物が多産する環境は、酸素に乏しく、往々に無酸素状態になる場所とみることができる。

### 大気
大気汚染の指標として、感受性の高い地衣類の有無や種子植物の葉の変化（斑紋の有無、白化等）が用いられる。

### 土壌
土壌については、土壌汚染の判定にシダ植物の仲間が用いられるほか、農業上の利用として土地の肥沃度の判定などに用いられる。
青木惇一は、森林伐採による土壌動物、特にササラダニの種組成の変化に注目し、それを指標生物とする方法をいくつか提案している。

## 微生物を利用する場合
先述のように、生物指標の価値のひとつはその調査の簡便さにあるから、微生物を利用するのは少なくとも汎用性が低い。しかし、有効な場合も少なくない。例えば下水処理施設においての管理に汚泥中の微生物相を監視する例や、海水浴場等の水質判断に大腸菌数を見る例などはよく知られる。大腸菌は大腸内に生活する微生物なので、その存在はその水への人糞の混入の程度を示す指標として使われる。